# گراتیان سپی
گراتیان سپی (انگلیسی: Grațian Sepi؛ ۳۰ دسامبر ۱۹۱۰ – ۶ مارس ۱۹۷۷ (۶۷ سال)) بازیکن فوتبال اهل رومانی بود.
وی همچنین در تیم ملی فوتبال رومانی بازی کرده‌است.